# Ніклас Бакман
Ні́клас Ба́кман (швед. Niklas Backman, нар. 13 листопада 1988, Вестерос, Вестманланд, Швеція) — шведський футболіст, захисник клубу АІК та національної збірної Швеції.

## Клубна кар'єра
У дорослому футболі дебютував 2005 року виступами за нижчолігову команду клубу «Шільєбу», в якій провів два сезони, взявши участь у 44 матчах чемпіонату.
Своєю грою за цю команду привернув увагу представників тренерського штабу «Весбю Юнайтед», до складу якого приєднався на початку 2008 року. Відіграв за команду з Упландс Весбю наступні два сезони своєї ігрової кар'єри. Більшість часу, проведеного у складі «Весбю Юнайтед», був основним гравцем захисту команди.
До складу клубу АІК приєднався 12 січня 2010 року і відразу став основним гравцем команди. Наразі встиг відіграти за команду з Стокгольма 82 матчі в національному чемпіонаті.

## Виступи за збірні
Протягом 2009–2010 років залучався до складу молодіжної збірної Швеції. На молодіжному рівні зіграв у 7 офіційних матчах.
19 січня 2011 року дебютував в офіційних матчах у складі національної збірної Швеції  в товариській грі проти збірної Ботсвани. Наразі провів у формі головної команди країни 3 матчі.

## Титули та досягнення
- Володар Суперкубка Швеції (1):

АІК: 2010
- Володар Суперкубка Сінгапуру (1):

АІК: 2010